# Richard Holmes
Richard Arnold Holmes, ps. „Groove” (ur. 2 maja 1931 w Camden, zm. 29 czerwca 1991 w Saint Louis) – afroamerykański organista jazzowy i funkowy. Prekursor acid jazzu.

## Życiorys
Na początku kariery był popularny głównie wśród słuchaczy afroamerykańskich w Filadelfii i rodzinnym stanie New Jersey. Jego styl, niezależnie od tego, czy grał ballady, czy utwory w tempach średnich i szybkich, zawsze był uduchowiony i emocjonalny, co potwierdzał jego przydomek „Groove”. Zwracał na siebie uwagę nie tylko muzyką, ale także posturą. Był potężny i ważył ok. 140 kg. W 1961 podpisał kontrakt z wytwórnią płytową Pacific Jazz i zaczął przyciągać uwagę odbiorców w całym kraju, nagrywając z takimi gwiazdami jazzu, jak saksofoniści Ben Webster i Gene Ammons. W 1965 nagrał swoją wersję utworu Misty, która dała mu rozpoznawalność. W 1973 toczył na płytach sławne „bitwy organowe” z Jimmym McGriffem. W późniejszym czasie zostawił organy dla elektronicznych instrumentów klawiszowych i zaczął grać muzykę fusion. Jednak od połowy do końca lat 80. powrócił do gry na organach, kiedy nagrywał płyty w wytwórni Muse.
Przez wiele lat zmagał się z rakiem prostaty. Na ostatnich koncertach grał, siedząc już na wózku inwalidzkim. Tuż przed śmiercią w 1991 wystąpił na festiwalu bluesowym w Chicago, razem ze swoim długoletnim przyjacielem – wokalistą Jimmym Witherspoonem. Zmarł wskutek zawału serca. Miał 60 lat. Został pochowany na cmentarzu Lake Charles Park w miejscowości Bel-Nor w hrabstwie St Louis.

## Wybrana dyskografia
- 1961
  - Groove – Les McCann Presents the Dynamic Jazz Organ of Richard „Groove” Holmes with Ben Webster, Les McCann, Tricky Lofton, Ron Jefferson & George Freeman (Pacific Jazz)
  - Groovin’ with Jug – Richard Holmes & Gene Ammons (Pacific Jazz)
- 1962 Somethin’ Special – Richard Holmes–Les McCann (Pacific Jazz)
  - After Hours (Pacific Jazz)
- 1964 Book of the Blues Vol. 1 – Richard „Groove” Holmes (Warner Bros.)
- 1965 Blues for Spoon and Groove – Jimmy Witherspoon and Groove Holmes (Surrey Records)
- 1966
  - Tell It Like It Tis – Richard „Groove” Holmes (Pacific Jazz)
  - Soul Message (Prestige)
  - Living Soul – Recorded Live! at Count Basie’s (Prestige)
  - Misty – Richard „Groove” Holmes (Prestige)
- 1967
  - Spicy! (Prestige)
  - Super Soul (Prestige)
  - Get Up & Get It! (Prestige)
- 1968
  - Soul Power! (Prestige)
  - The Groover! (Prestige)
  - That Healin’ Feelin’ (Prestige)
  - Welcome Home (World Pacific)
- 1969
  - Workin' on a Groovy Thing (World Pacific)
  - X–77 – Richard „Groove” Holmes – Recorded Live at the Lighthouse (World Pacific)
- 1970
  - A Bowl of Soul – Richard „Groove” Holmes (Valiant Records)
  - Soul Mist! (Prestige)
  - Come Together – Richard Groove Holmes and Ernie Watts (World Pacific)
- 1971 Comin’ on Home (Blue Note)
- 1972 American Pie (Groove Merchant)
- 1973
  - Night Glider (Groove Merchant)
  - Giants of the Organ Come Together – Jimmy McGriff–Richard Holmes (Groove Merchant)
  - Giants of the Organ in Concert – Jimmy McGriff–Groove Holmes (Groove Merchant)
- 1974 New Groove (Groove Merchant)
- 1975
  - Onsaya Joy (Flying Dutchman Records)
  - Six Million Dollar Man (RCA)
- 1976 I’m in the Mood for Love (Flying Dutchman)
- 1977
  - Dancing in the Sun (Versatile)
  - Star Wars/Close Encounters (Versatile)
- 1978 Shippin’ Out (Muse Records)
- 1980 Good Vibrations (Muse)
- 1982 Broadway (Muse)
- 1984 Swedish Lullaby (Sison)
- 1988 African Encounter (Muse)
- 1989 Blues All Day Long (Muse)
- 1991 Hot Tat (Muse)
- 1998 Groove’s Groove (32 Jazz)
- 2003 Richard „Groove” Holmes – On Basie's Bandstand  (Prestige)

Zestawienie wg dat wydania płyt